# Lodi
|  | Per a altres significats, vegeu «Lodi (desambiguació)». |

Lodi (pronunciat  [ˈlɔːdi] (?·pàg.)) (en llombard Lòd, pronunciat [lɔt] o [lot]) és un municipi italià, capital de la província de Lodi, a la regió de la Llombardia. Està situada a la riba del riu Adda. L'any 2016 tenia 44.945 habitants.

## Història

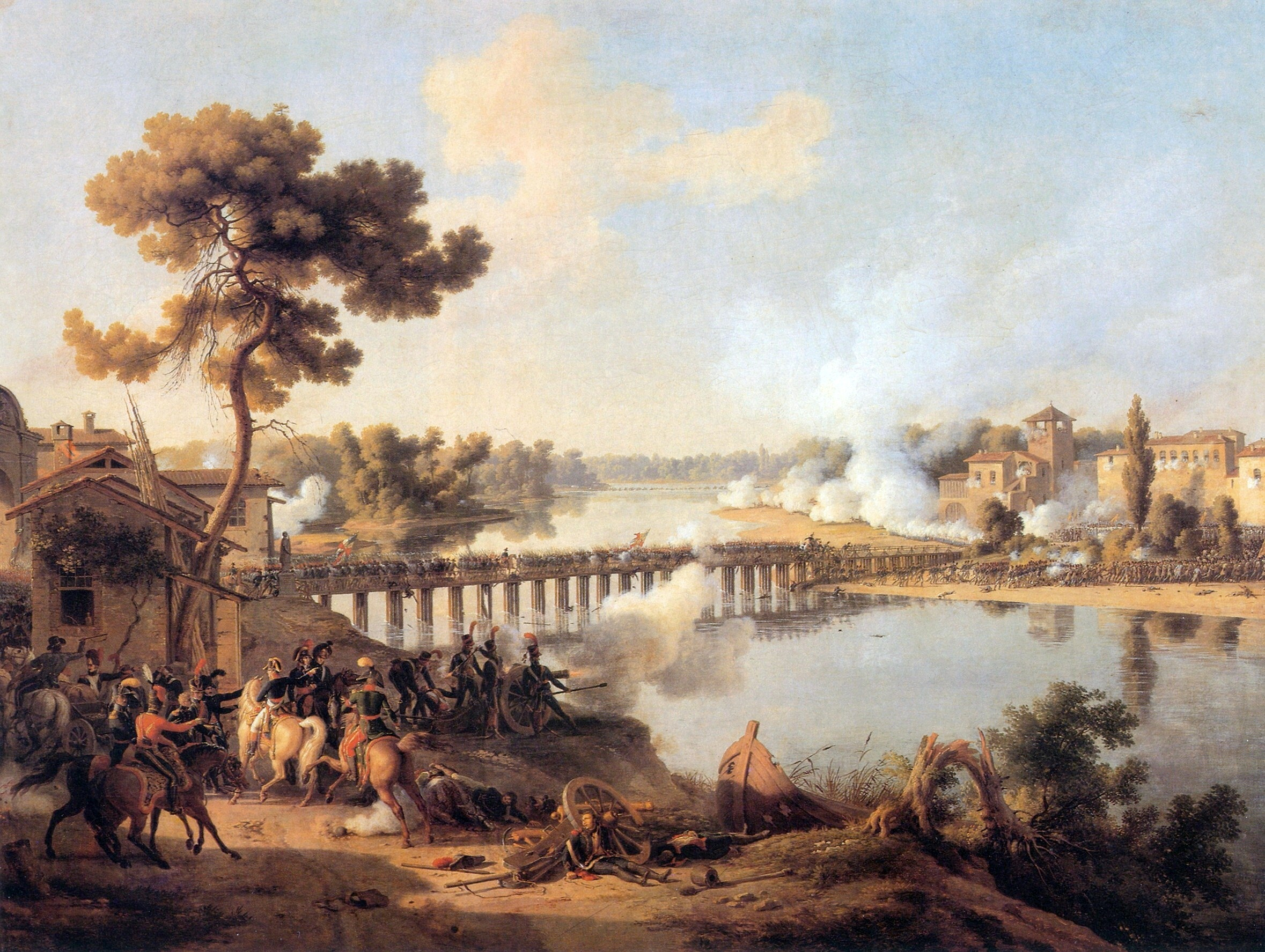
La Batalla de Lodi, per Louis-François Lejeune

Els orígens de Lodi són un poble celta. A l'antiga Roma va esdevenir la ciutat de Laus Pompeia (probablement en honor al cònsol Gneu Pompeu Estrabó), situada a l'actual Lodi Vecchio. També era coneguda també perquè la seva posició va permetre a molts gals de la Gàl·lia Cisalpina d'obtenir la ciutadania romana. Es trobava en una posició important on una via romana vital creuava el riu Adda.
Lodi es va convertir en la seu d'una diòcesi al segle iii. El seu patró és Sant Bassià de Lodi.
Com a comú medieval lliure, cap a l'any 1000 va resistir ferotgement els milanesos, que la van destruir l'any 1111. Frederic I de Hohenstaufen (el Barba-roja) va reconstruir-la a la seva ubicació actual l'any 1158. El nucli antic correspon a la moderna Lodi Vecchio.
Des del 1220, els Lodigiani (habitants de Lodi) van passar dècades construint un sistema de canals i rius artificials anomenat Consorzio di Muzza. Va ser creat per a donar aigua al camp, convertint les zones àrides en una de les zones agrícoles importants de la regió.
Des del segle xiv Lodi va ser governada per la família Visconti de Milà, que hi va construir un castell. El 1413, l'antipapa Joan XXIII va proclamar la butlla per la qual va convocar el Concili de Constança des del Duomo de Lodi. El consell va marcar el final del Cisma d'Occident.
El 1454, representants de tots els estats regionals d'Itàlia es van reunir a Lodi per signar el tractat conegut com la pau de Lodi, pel qual pretenien perseguir la unificació italiana. Aquesta pau va durar 40 anys.
El 10 de maig de 1796, en la primera gran batalla de la seva carrera com a general, el jove Napoleó Bonaparte va derrotar l'Arxiducat d'Àustria de l'Imperi Habsburg a la batalla de Lodi. A la segona meitat del segle xix, Lodi va començar a expandir-se fora de les muralles de la ciutat, impulsada per l'expansió econòmica i la construcció de línies de ferrocarril que van seguir la unificació d'Itàlia.
L'any 1945, la petroliera italiana Agip, dirigida per Enrico Mattei, va començar a extreure metà dels seus jaciments, i Lodi va esdevenir la primera ciutat italiana amb un servei regular de gas domèstic. Avui la vila es troba al centre d'importants vies de comunicació, i és un nucli industrial tecnològicament avançat, que manté, però, també la seva forta tradició ceràmica tradicional.

## Economia
El 1864 Tiziano Zalli va fundar la Banca Popolare di Lodi, la primera cooperativa de crèdit d'Itàlia. Ara forma part del grup Banco Popolare.
L'any 1945, la petroliera italiana Agip va començar a extreure metà dels seus jaciments, i Lodi va ser la primera ciutat italiana amb un servei domèstic regular de gas.
Zucchetti S.p.A., la primera empresa desenvolupadora de programari italiana, va ser fundada a Lodi l'any 1978 i té la seva seu a la Torre Zucchetti.
L'Erbolario Società Benefit S.r.l., empresa especialitzada en cosmètica natural i productes de bellesa establerta a Lodi l'any 1978, té la seva planta de producció i centre logístic a la ciutat.
IBSA Institut Biochimique SA, una multinacional farmacèutica suïssa, té la seva seu italiana a Lodi, així com una planta de producció.

### Ceràmica
La producció de ceràmica a la zona de Lodi va assolir el seu punt àlgid artístic el segle xviii, amb la producció de majòlica, ceràmica vidriada d'estany. Les principals fàbriques eren les de Coppellotti, Ferretti i Rossetti.
Les millors ceràmiques de la fàbrica Coppellotti data del període 1735-1740. Algunes són de color turquesa monocromàtic i estan decorades amb arabescs, draperies i composicions geomètriques i florals disposades en un patró radial. Altres ceràmiques representen la vida i escenes locals, com ara fruites, peixos, paisatges, castells, pagesos, vianants, músics, amb gossos o ocells. Algunes representen figures orientals.
La fàbrica Rossetti va estar activa a Lodi entre 1729 i 1736. La major part de la ceràmica Rossetti és de color turquesa monocromàtic i té decoracions inspirades en l'art romà revisitades en un estil barroc, com ara pilars, balustrades, capitells, urnes, petxines, fulles estilitzades garlandes, divinitats i sàtirs. Algunes ceràmiques presenten paisatges al centre, amb vistes de ciutats i castells, turons, llacs, núvols i ocells.
La fàbrica Ferretti va estar activa a Lodi del segle xviii fins a principis del xix.
La ceràmica Ferretti és famosa per la decoració amb flors naturalistes, amb colors molt vius. Amb més freqüència eren flors silvestres, com ara myosotis, ranuncles, blavets, campanetes, prímules i roses silvestres; però també roses, tulipes i clavells. Ferretti també va pintar altres tipus de decoracions, com figures orientals, fruites, peixos i natures mortes.
Una gran exposició de ceràmica de Lodi es podia visitar al Museo Civico di Lodi fins al seu tancament l'any 2011, quan tot el seu contingut es va emmagatzemar a l'espera d'una reubicació.

## Fills il·lustres
- Pietro Rajó Ray (1773-1857), compositor musical.
- Italo Gariboldi (1879-1970), militar.
- Delfino Codazzi (1824-1873), matemàtic.
- Gaetano Guadagni (1729-1792), tiple i contralt (castrat).
- Ada Negri (1870-1945), poetessa.

## Llocs d'interès

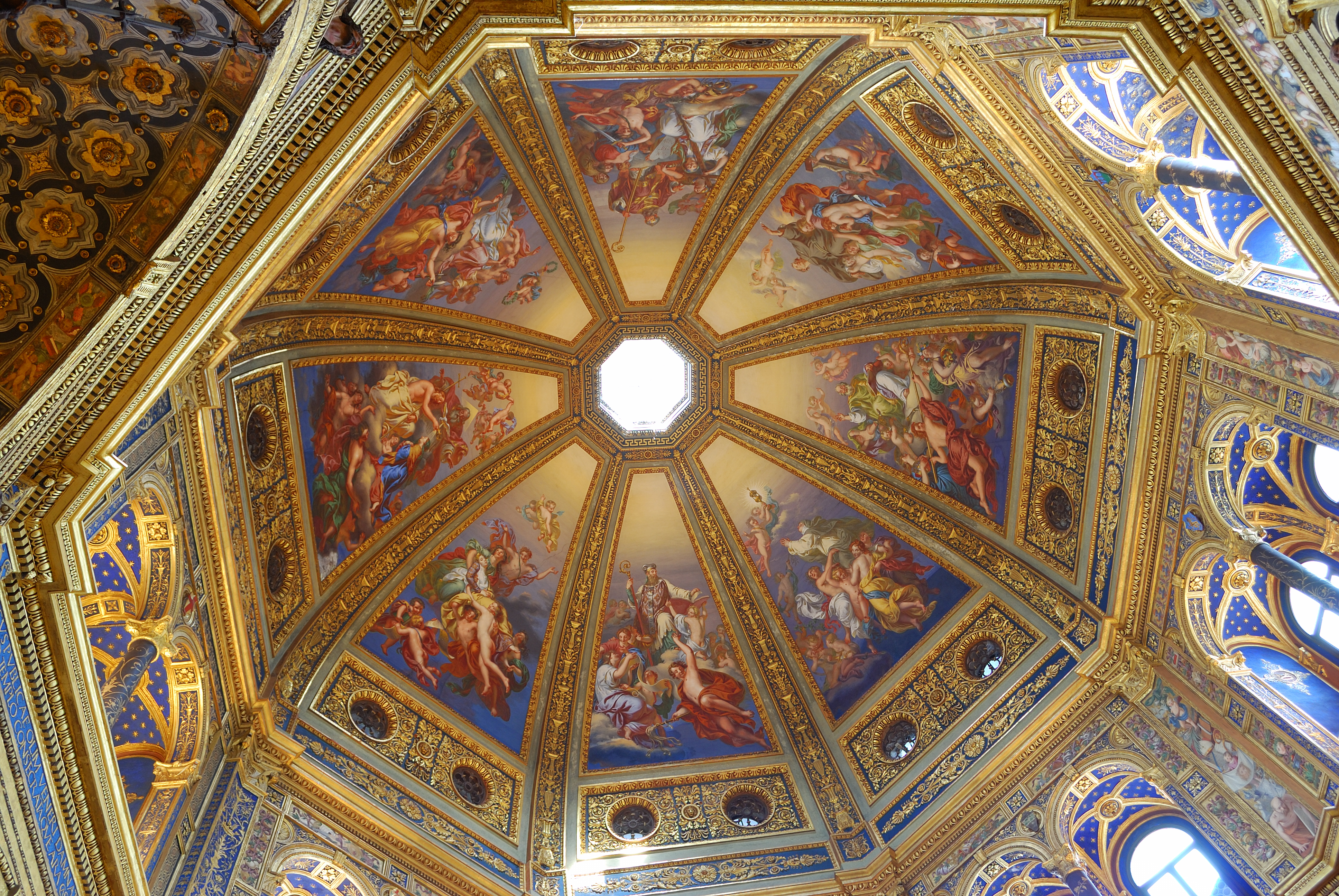
Cúpula del Tempio Civico dell'Incoronata

- Piazza della Vittoria, categoritzada per l'Italian Touring Club com una de les places més boniques d'Itàlia.[14] Amb pòrtics als quatre costats, inclou la catedral Basilica della Vergine Assunta i el Broletto (ajuntament).
- Piazza Broletto, amb una font baptismal de marbre vermell de Verona del segle xiv.
- Tempio Civico della Beata Vergine Incoronata, una església renaixentista.
- San Francesco, una església gòtica del 1280-1307.
- San Lorenzo, una església amb frescos renaixentistes de Callisto Piazza.
- Santa Maria del Sole, una església del barroc tardà.
- Santa Maria Maddalena, una església barroca amb frescos rococó de Carlo Innocenzo Carloni.
- Sant'Agnese, una església del gòtic llombard (segle xiv). Inclou el Polític de Galliani d'Albertino Piazza (1520).
- San Filippo, una església rococó.
- Palazzo Vescovile (palau episcopal), d'origen medieval però reconstruït durant el segle xviii.
- San Cristoforo, una església dissenyada per Pellegrino Tibaldi.
- Castello Visconteo (o Torrione), un castell medieval parcialment conservat.
- Palazzo Mozzanica (segle xv)
- Palazzo Modignani, un palau urbà del segle xviii.
- Torre di Lodi, un edifici modern, el més alt de la ciutat, situat al districte empresarial.
- Biblioteca Laudense, situada al Palazzo San Filippo adjunt a la corresponent església.

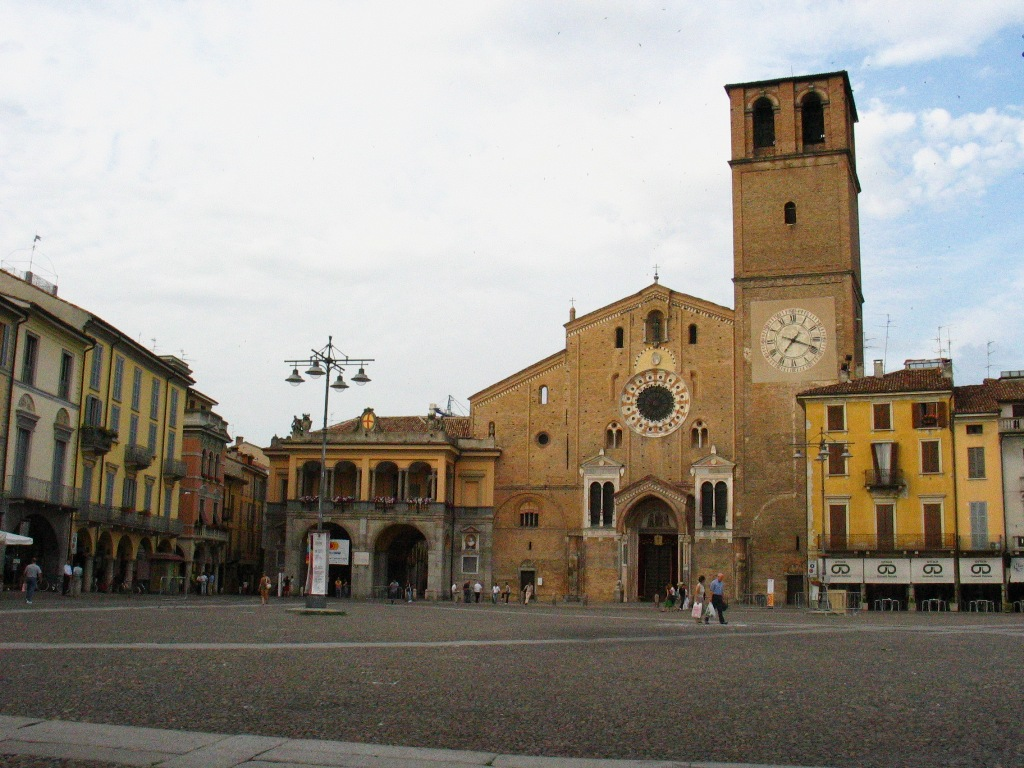
Piazza della Vittoria i façana de la catedral
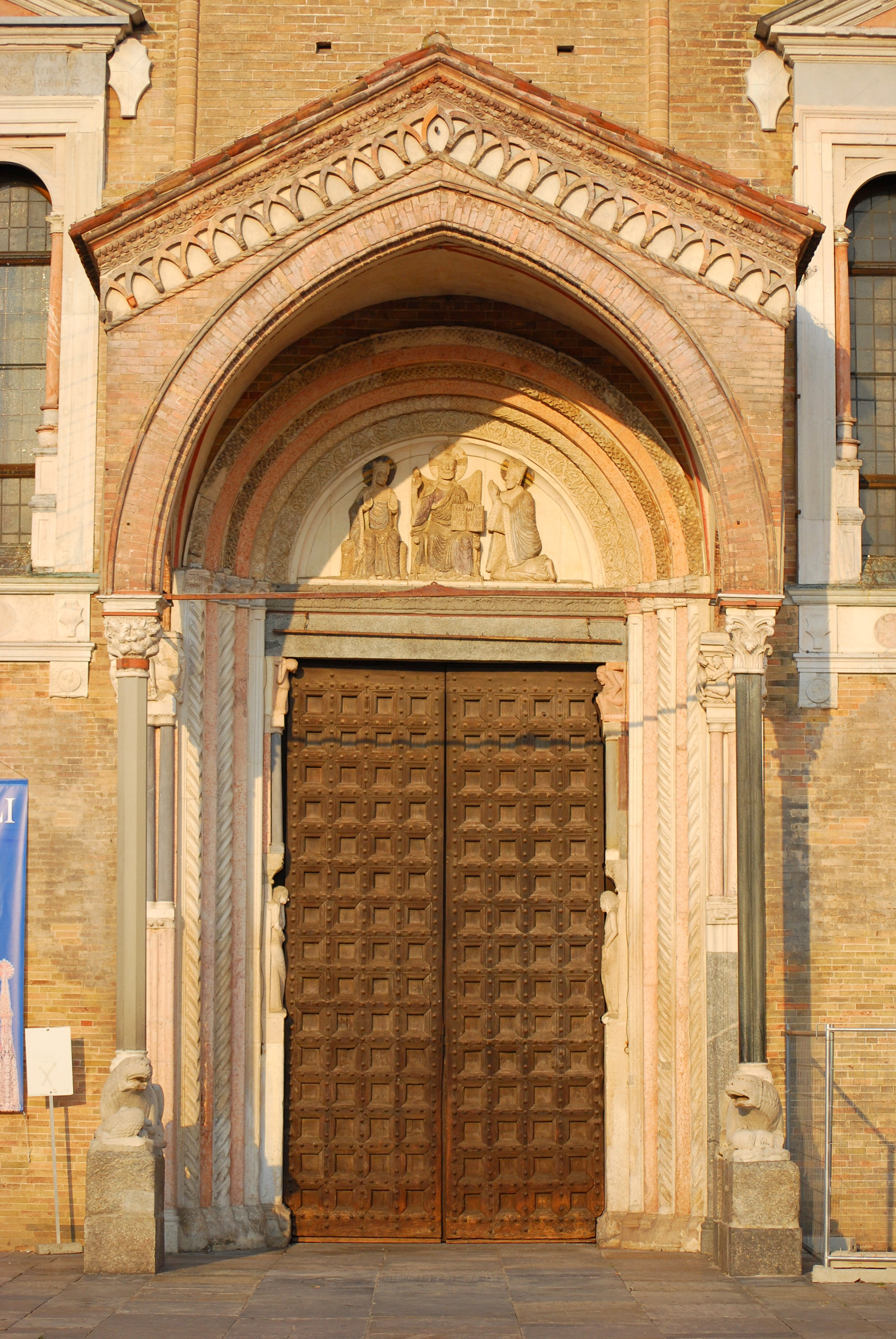
Porta de la catedral
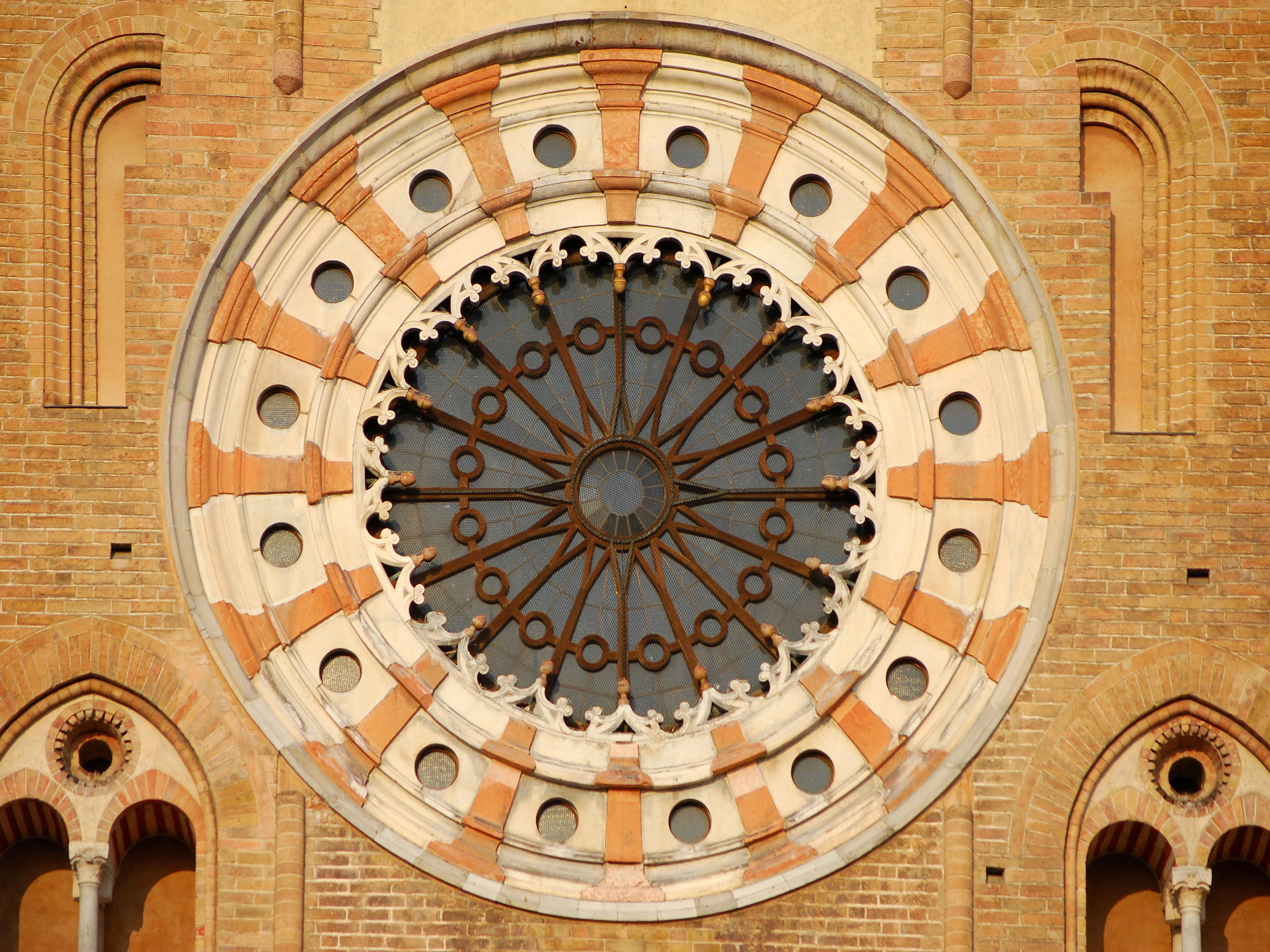
Rosassa de la catedral
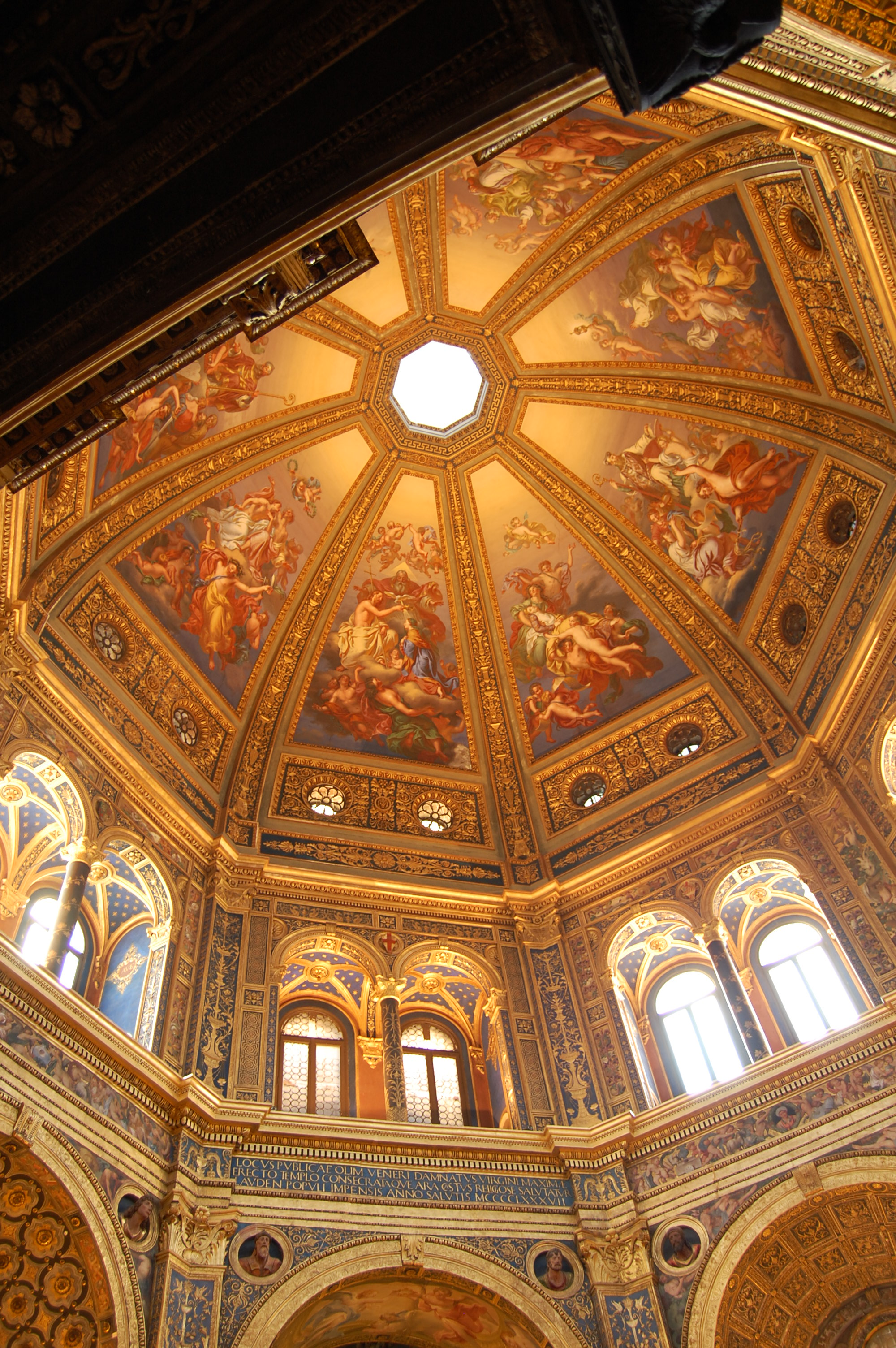
Cúpula de l'església de la Beata Vergine Incoronata
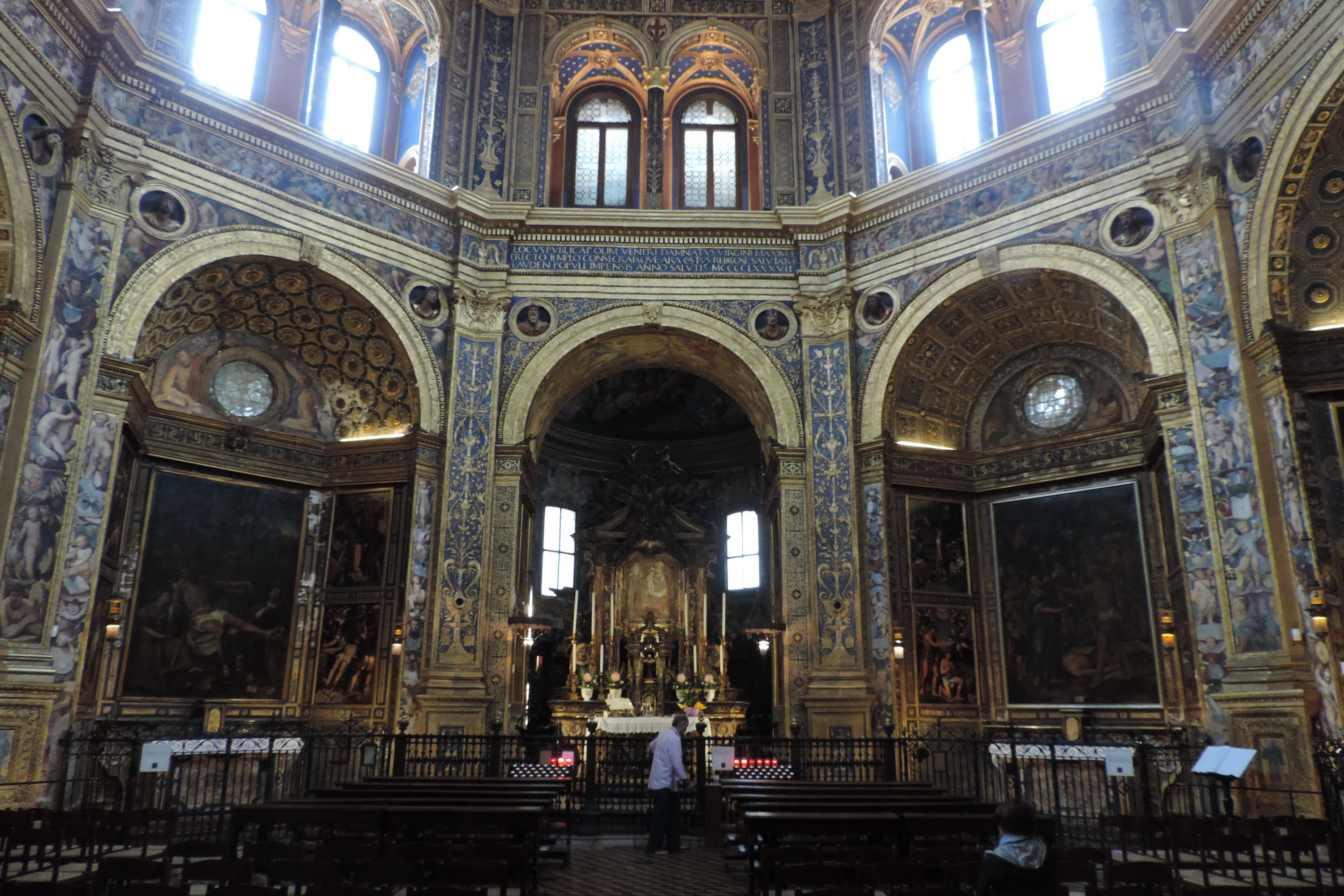
Interior de l'església de la Beata Vergine Incoronata
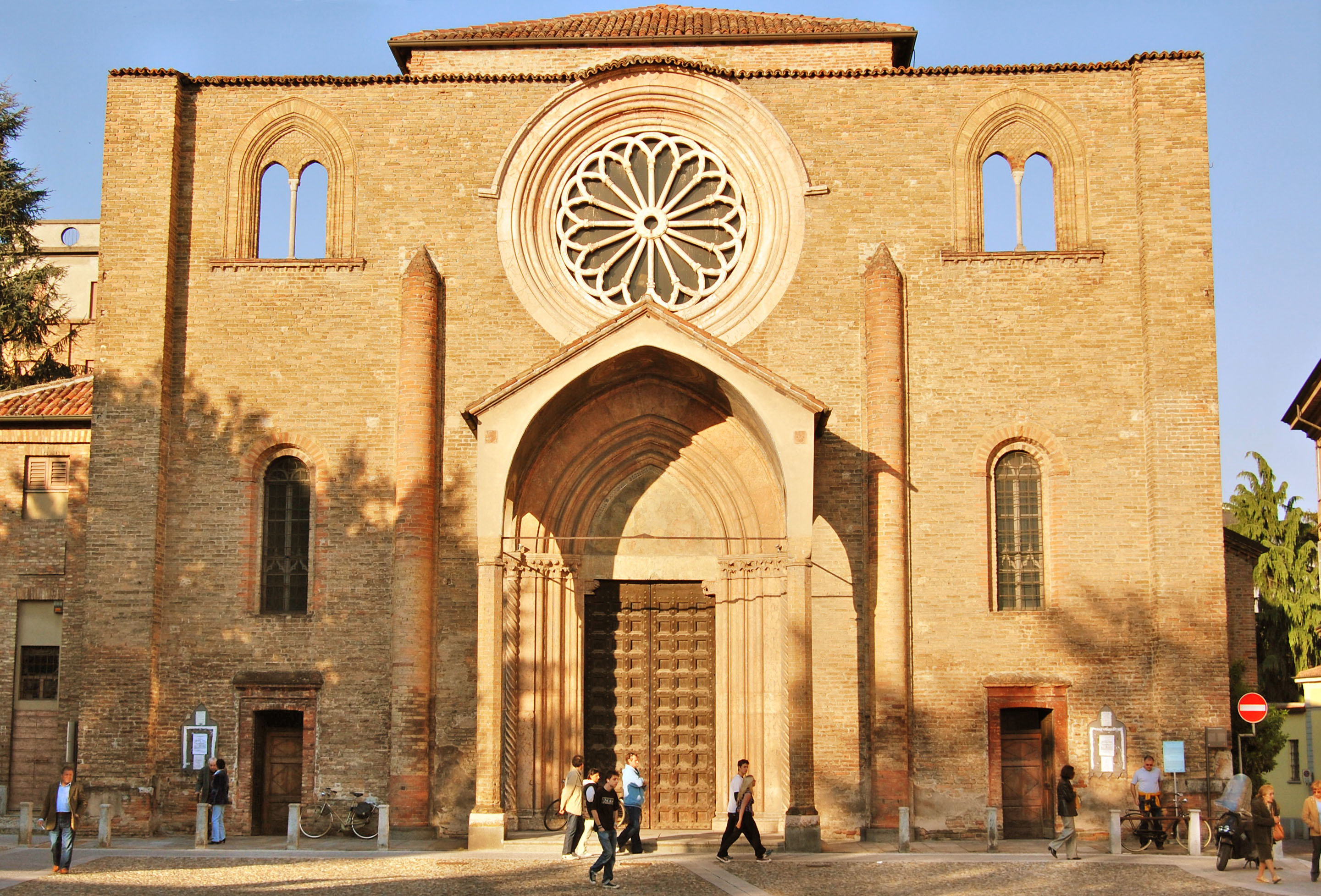
Façana de San Francesco
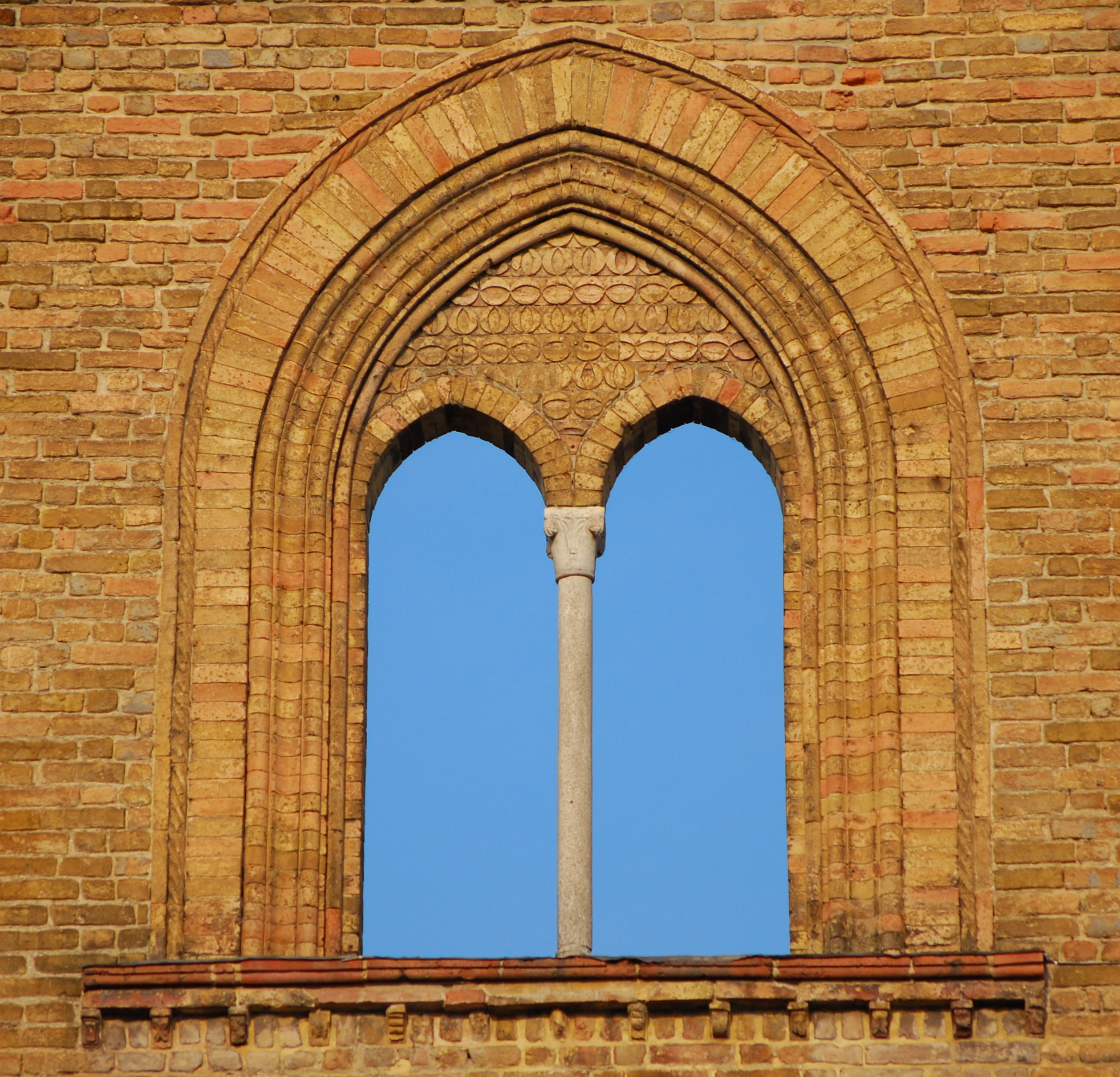
Bífora de San Francesco
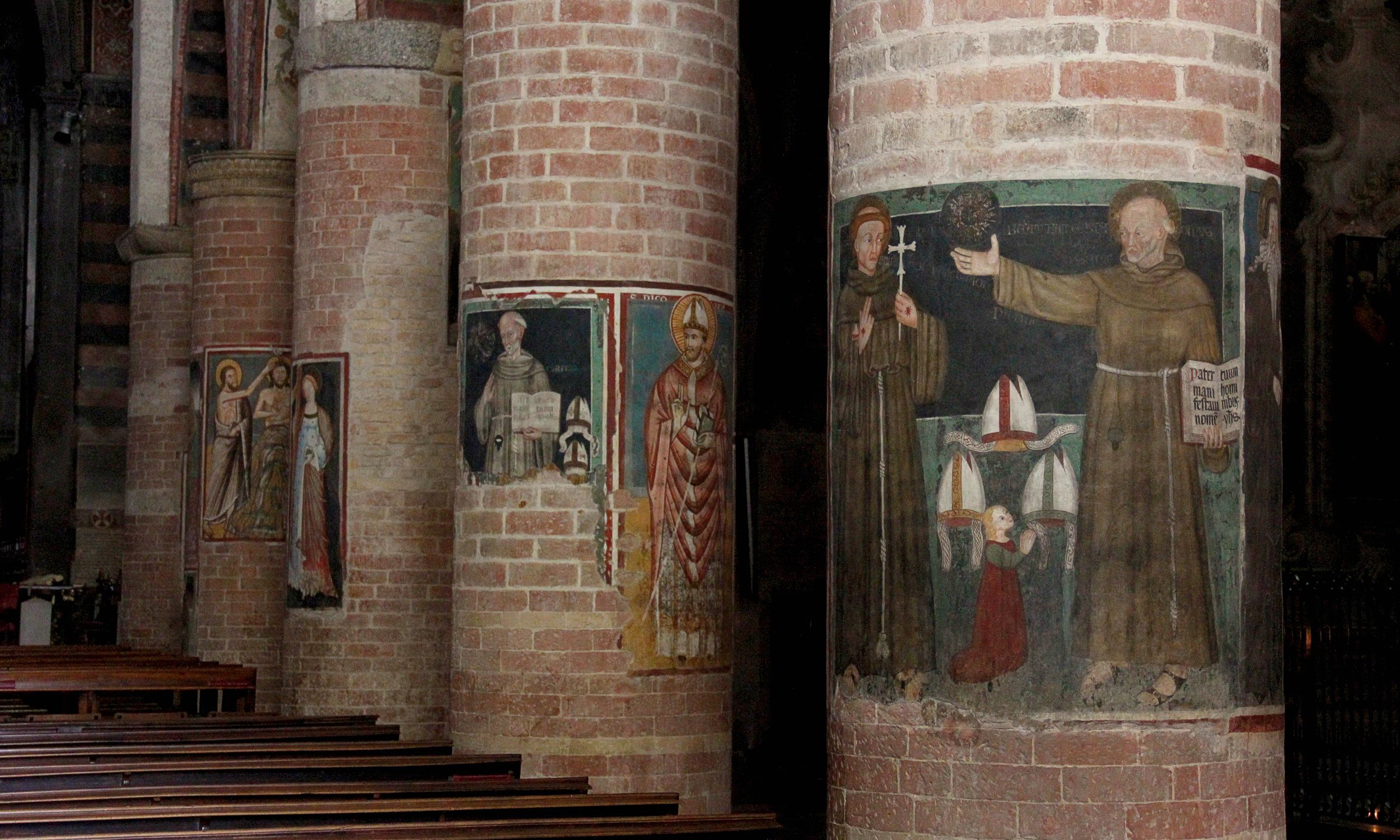
Frescos a San Francesco
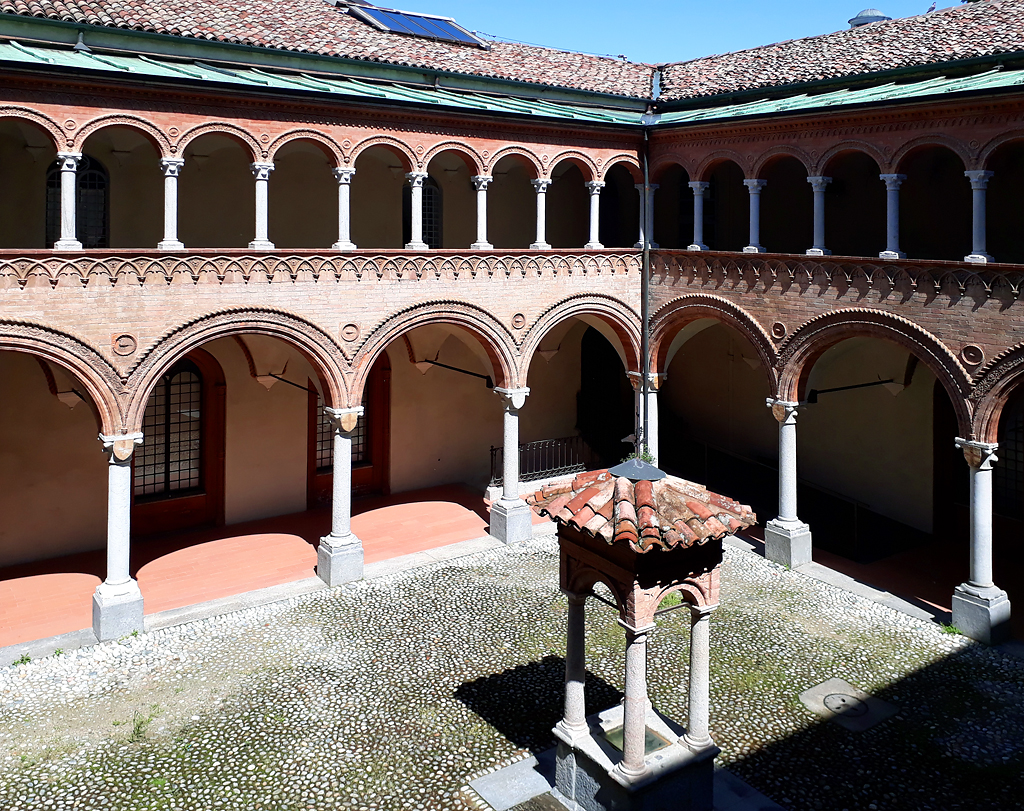
Claustre de l'Ospedale vecchio
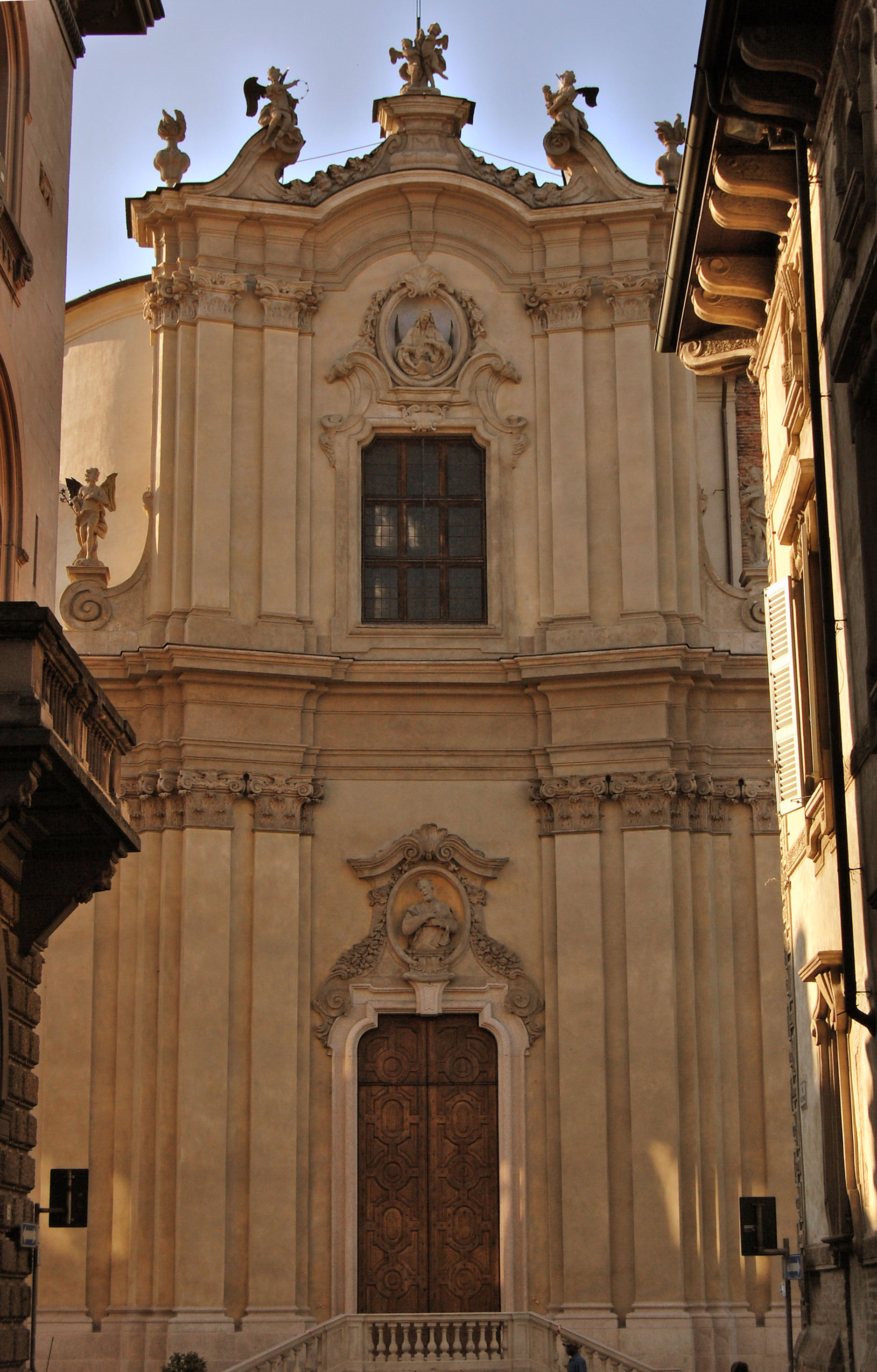
Façana de San Filippo
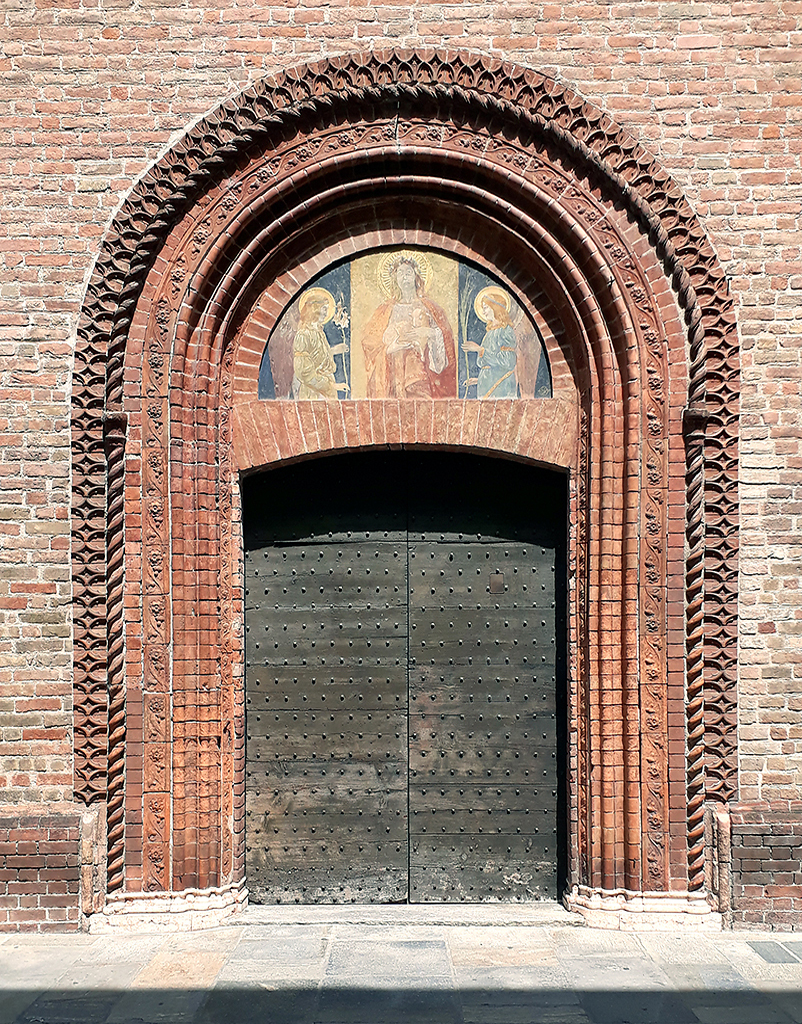
Portal de Sant'Agnese
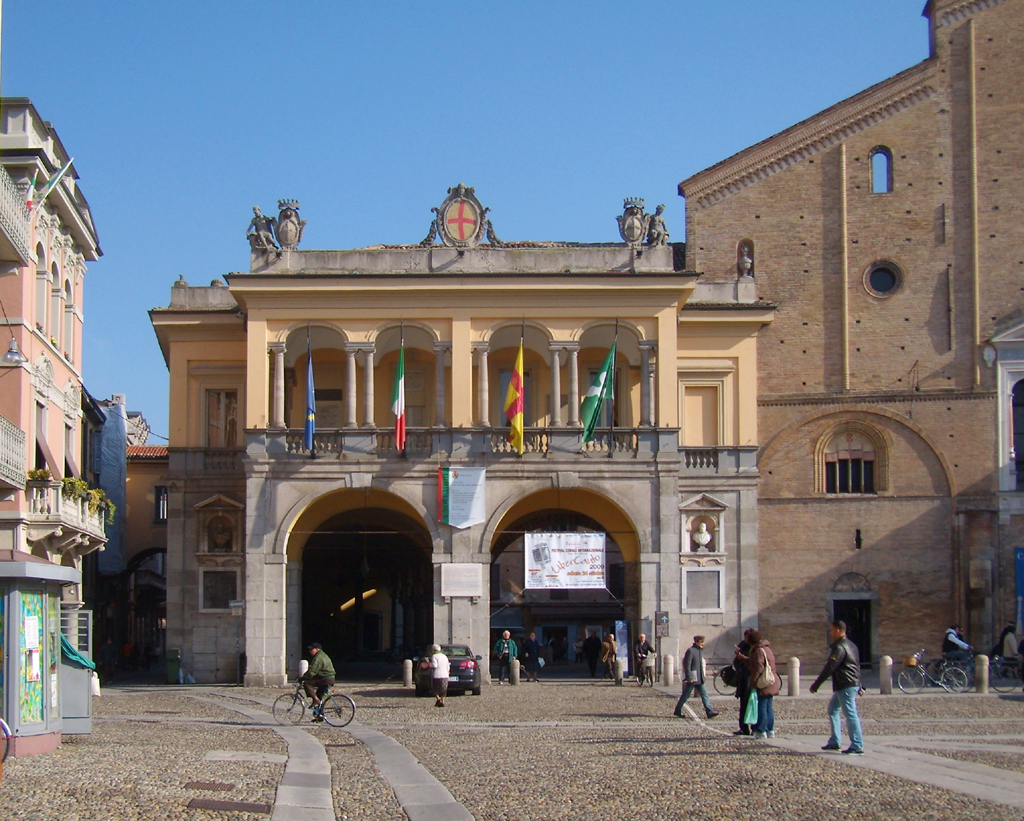
Palau del Broletto des de la Piazza della Vittoria
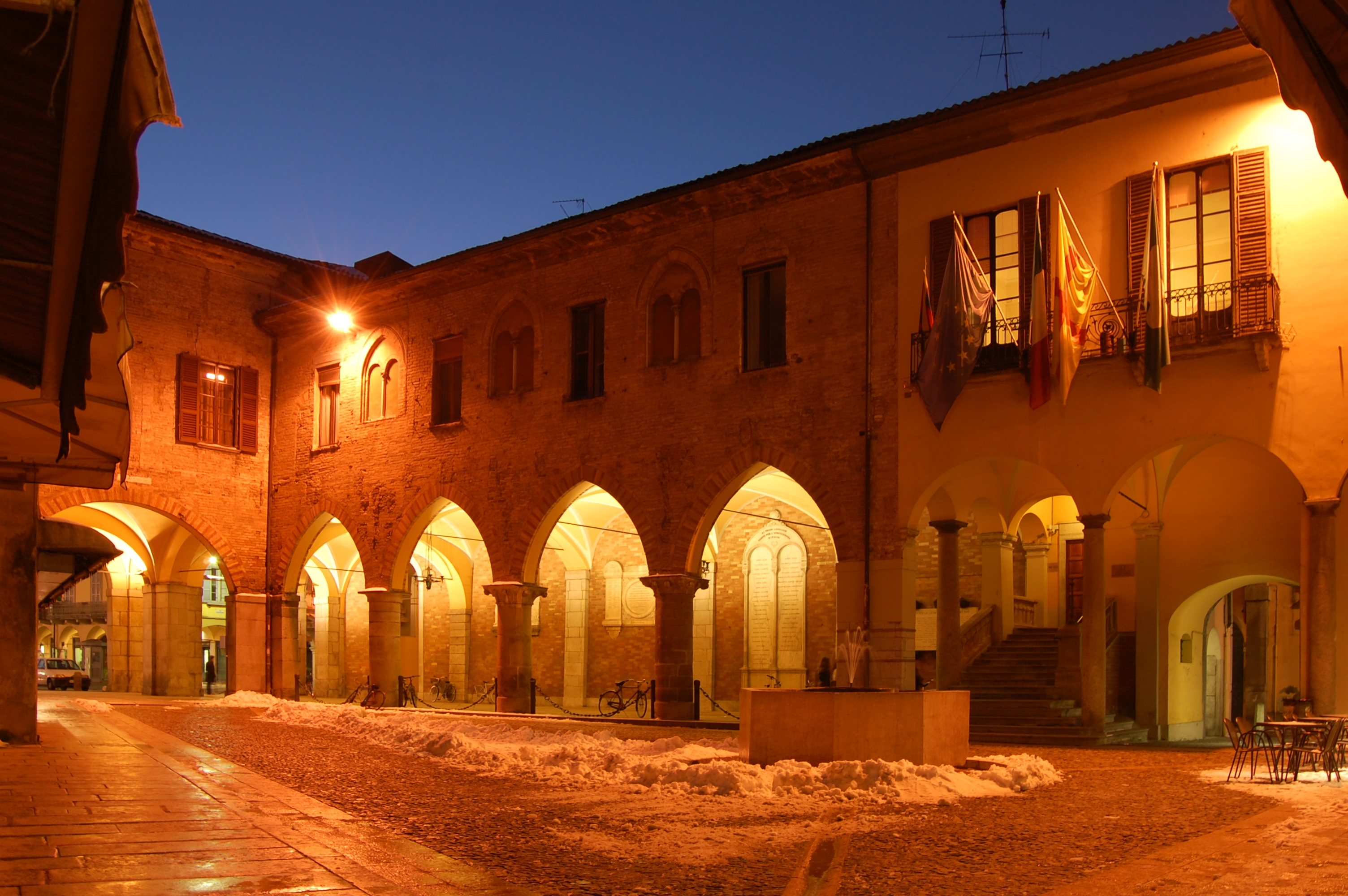
Piazza Broletto de nit
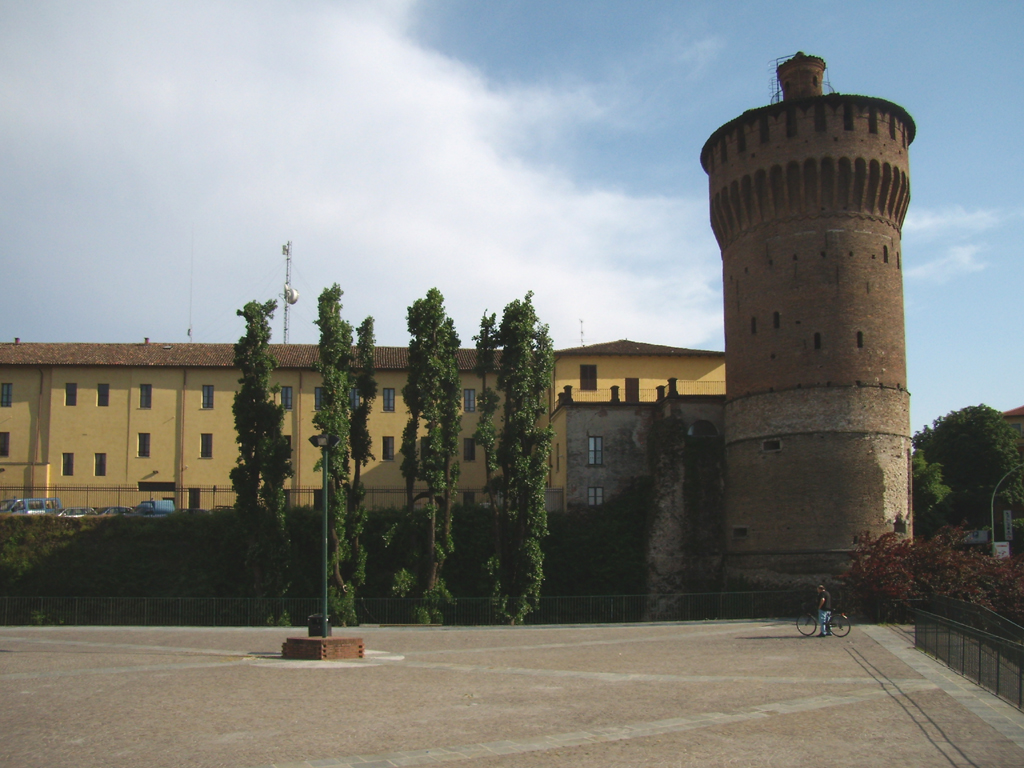
Castello Visconteo
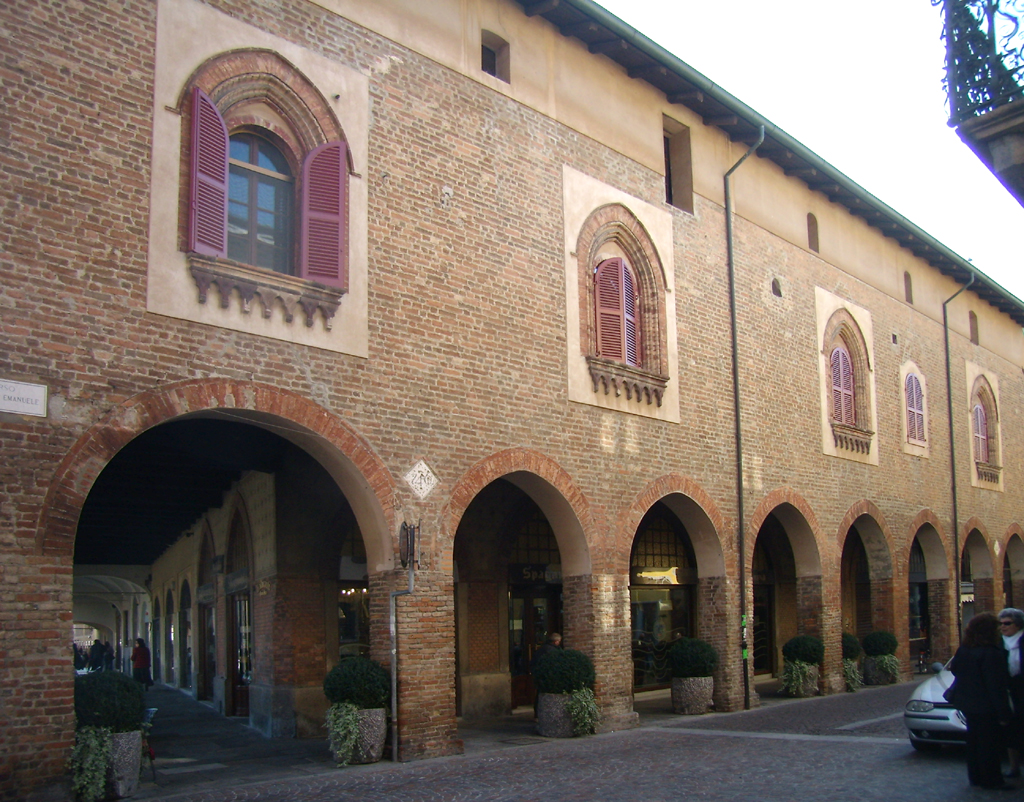
Palazzo Vistarini
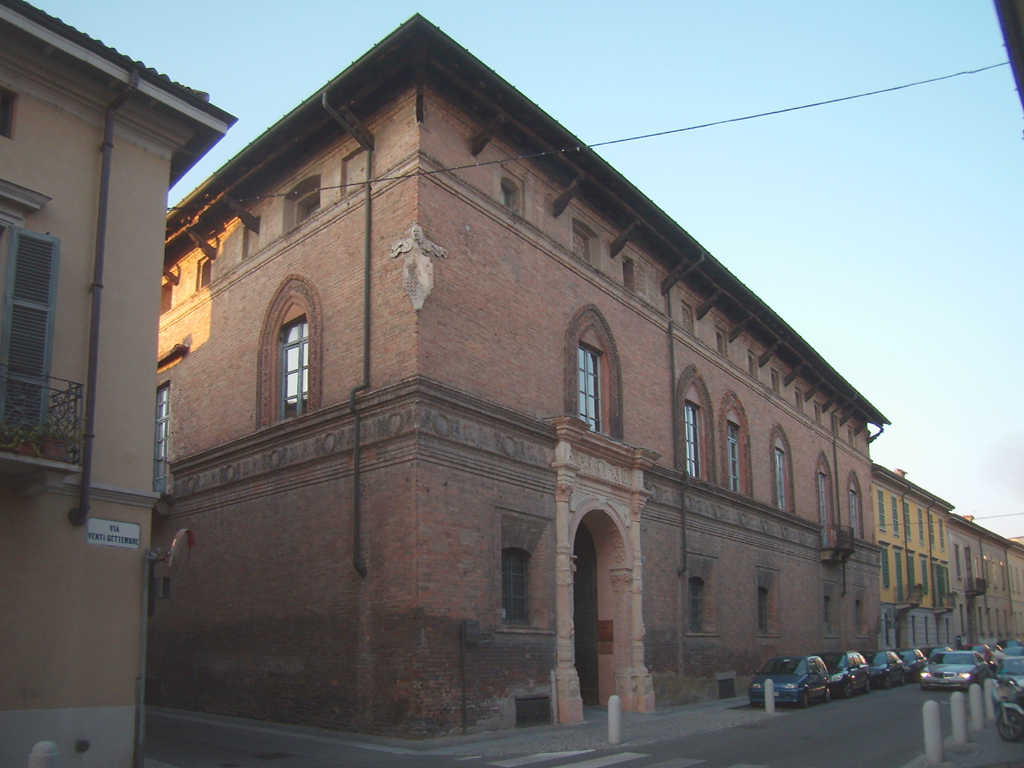
Palazzo Mozzanica
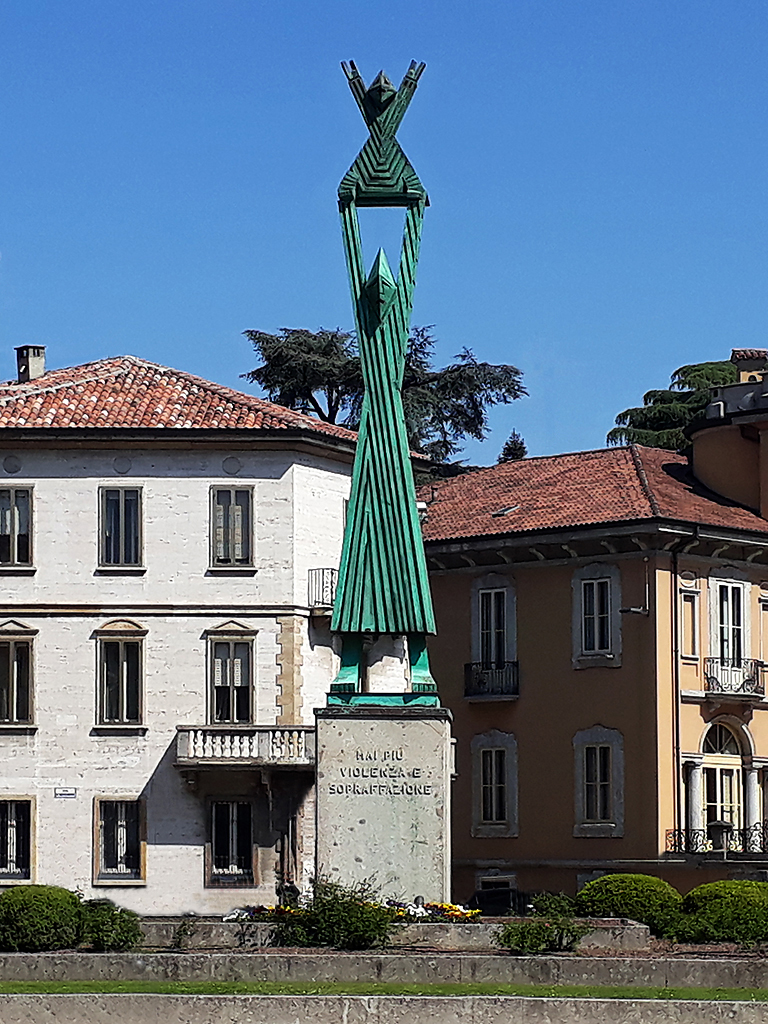
Monument a la Resistència italiana
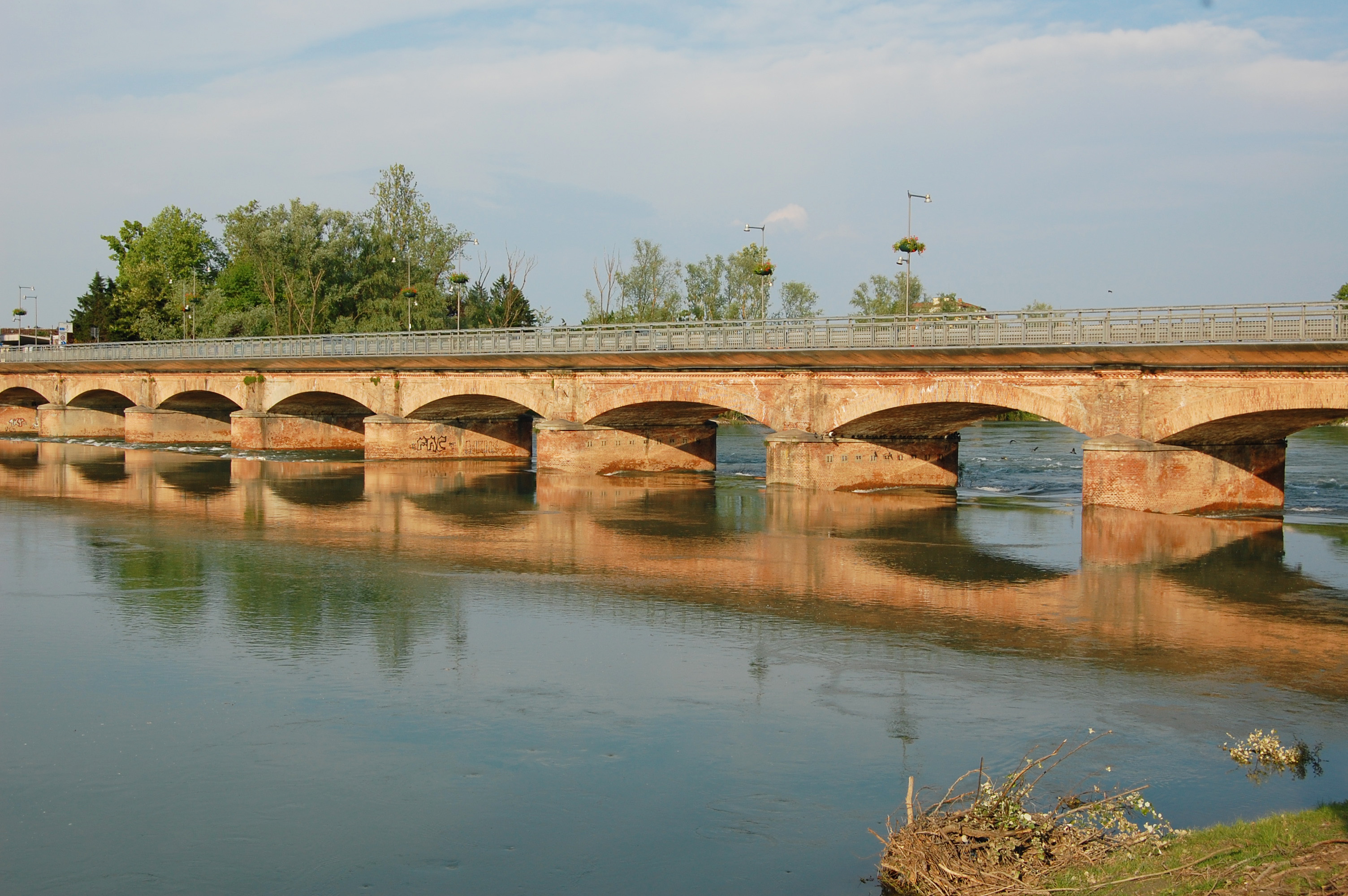
Pont sobre el riu Adda